# Covina
Covina är en stad (city) i Los Angeles County, i delstaten Kalifornien, USA. Enligt United States Census Bureau har staden en folkmängd på 48 142 invånare (2011) och en landarea på 18,2 km².